# A tutto reality - La vendetta dell'isola
A tutto reality - La vendetta dell'isola (Total Drama: Revenge of the Island) è la quarta serie del franchise canadese A tutto reality, preceduta da A tutto reality - L'isola, A tutto reality - Azione! e A tutto reality - Il tour. In Canada è andata in onda dal 5 gennaio 2012 su Teletoon, mentre in Italia dal 9 gennaio 2012 su K2. Negli Stati Uniti è stata trasmessa da giugno 2012 su Cartoon Network.

## Trama
La vendetta dell'isola è un reality show che segue le sfide di tredici concorrenti presso il Campo Wawanakwa, un'isola vendicativa immaginaria nella zona di Muskoka, in Ontario. A fine stagione, il concorrente vincitore vincerà un milione di dollari affinché la crudele isola potrebbe essere affondata da Chris McLean.
I tredici nuovi concorrenti sono: Mike, Cameron, Zoey, Anne Maria, Brick, Jo, Silent B, Staci, Dakota, Sam, Lightning, Scott e Dawn. Questi saranno divisi a inizio stagione in due squadre, i Ratti Tossici (Toxic Rats) e le Larve Mutanti (Mutant Maggots).
Nel primo episodio appaiono come guest star tutti i precedenti concorrenti, eccetto Blaineley e Alejandro (anche se è ancora dentro il robot).
Inoltre ci sono delle apparizioni cameo dei concorrenti delle precedenti stagioni: Owen appare nel primo episodio (dopo un'apparizione collettiva insieme agli altri prima dell'arrivo dei nuovi), Izzy nel quarto, Bridgette nel quinto, Lindsay nel sesto, Ezekiel nel settimo e in seguito nel dodicesimo e nel tredicesimo, Gwen nell'ottavo, Duncan nel nono, Heather nel decimo e DJ nell'undicesimo.

## Episodi
| Stagione | Episodi | Paese       | Canale          | Prima TV       | Fine TV        |
| -------- | ------- | ----------- | --------------- | -------------- | -------------- |
| 4        | 13      | Canada      | Teletoon        | 5 gennaio 2012 | 12 aprile 2012 |
| 4        | 13      | Stati Uniti | Cartoon Network | 5 giugno 2012  | 28 agosto 2012 |
| 4        | 13      | Italia      | K2              | 9 gennaio 2012 | 12 marzo 2012  |

## Audizioni
I promo della stagione sono stati realizzati come i vari video dei provini che i personaggi della serie hanno realizzato per essere presi come concorrenti. In Italia sono state trasmesse dal 20 dicembre 2011 (in Canada dal 26 dicembre 2011) sia in TV che sul canale ufficiale YouTube dedicato ad A tutto reality (le prime due, quelle di Dawn e Sam, erano disponibili prima della loro messa in onda).

## Personaggi e interpreti
| Personaggio         | Voce originale       | Voce italiana         |
| Host                | Host                 | Host                  |
| ------------------- | -------------------- | --------------------- |
| Chris McLean        | Christian Potenza    | Alessandro Quarta     |
| Chef Hatchet        | Clé Bennett          | Roberto Draghetti     |
| Concorrenti in gara |                      |                       |
| Anne Maria          | Athena Karkanis      | Roberta Pellini       |
| B                   | -                    | -                     |
| Brick               | Jon Cor              | Antonio Giuliani      |
| Cameron             | Kevin Duhaney        | Federico Campaiola    |
| Dakota              | Carliegh Beverly     | Georgia Lepore        |
| Dawn                | Caitlynn Medrek      | Guendalina Ward       |
| Jo                  | Laurie Elliott       | Monica Bertolotti     |
| Lightning           | Tyrone Savage        | Daniele Raffaeli      |
| Mike                | Cory Doran           | Paolo Vivio           |
| Sam                 | Brian Froud          | Emiliano Coltorti     |
| Scott               | James Wallis         | Flavio Aquilone       |
| Staci               | Ashley Peters        | Maria Letizia Scifoni |
| Zoey                | Barbara Mamabolo     | Domitilla D'Amico     |
| Guest Star          |                      |                       |
| Bridgette           | Kristin Fairlie      | Ilaria Latini         |
| DJ                  | Clé Bennett          | Simone Crisari        |
| Duncan              | Drew Nelson          | Christian Iansante    |
| Ezekiel             | Peter Oldring        | Gianluca Crisafi      |
| Gwen                | Megan Fahlenbock     | Laura Latini          |
| Heather             | Rachel Wilson        | Monica Ward           |
| Izzy                | Katie Crown          | Micaela Incitti       |
| Lindsay             | Stephanie Anne Mills | Alessia Amendola      |
| Owen                | Scott McCord         | Fabrizio Vidale       |

## Cambiamenti della stagione
Come confermato da Christian Potenza al Total Drama: Live Action Panel at Canada's 2011 Fan Expo, la serie doveva andare in onda in Canada nel luglio 2011, e negli Stati Uniti a settembre dello stesso anno; ma a causa del terremoto e maremoto del Tōhoku del 2011, la serie è stata modificata, per non offendere i giapponesi per il fatto accaduto a Fukushima e sono state modificate molte scene dove veniva citata più volte la radioattività.